# Refugi Plana Canal
El Refugi Plana Canal és un refugi ramader que es troba a 1.720 m d'altitud al Parc Nacional d'Ordesa i Mont Perdut, entre el Coll de Plana Canal i el Canyó d'Añisclo.
Administrativament està situat dins el terme municipal de Bielsa, a la comarca del Sobrarb (Osca).
És un refugi de muntanya no guardat de sis places.